# أليكساندر دوفال
أليكساندر دوفال (بالفرنسية: Alexandre Duval) (و. 1767 – 1842 م) هو ممثل، وكاتب مسرحي، وواضع كلمات الأوبرا، وكاتِب، من فرنسا، ولد في رين، كان عضوًا في أكاديمية اللغة الفرنسية (منذ 8 أكتوبر 1812)، توفي في باريس، عن عمر يناهز 75 عاماً.

## روابط خارجية
- أليكساندر دوفال على موقع ميوزك برينز (الإنجليزية)